# ランドルフ郡 (ウェストバージニア州)
ランドルフ郡（英: Randolph County）は、アメリカ合衆国ウェストバージニア州の中央部東に位置する郡である。2010年国勢調査での人口は29,405人であり、2000年の28,262人から4.0%増加した。郡庁所在地はエルキンズ（人口7,094人）であり、同郡で人口最大の都市でもある。ランドルフ郡は1787年に設立され、郡名は、第7代バージニア州知事、初代アメリカ合衆国司法長官、第2代アメリカ合衆国国務長官を務めたエドムンド・ジェニングス・ランドルフに因んで名付けられた。

## 地理
アメリカ合衆国国勢調査局に拠れば、郡域全面積は1,040平方マイル (2,693 km2)であり、このうち陸地1,040平方マイル (2,693 km2)、水域は0平方マイル (0 km2)で水域率は0.02%である。ランドルフ郡は州内で面積最大の郡である。

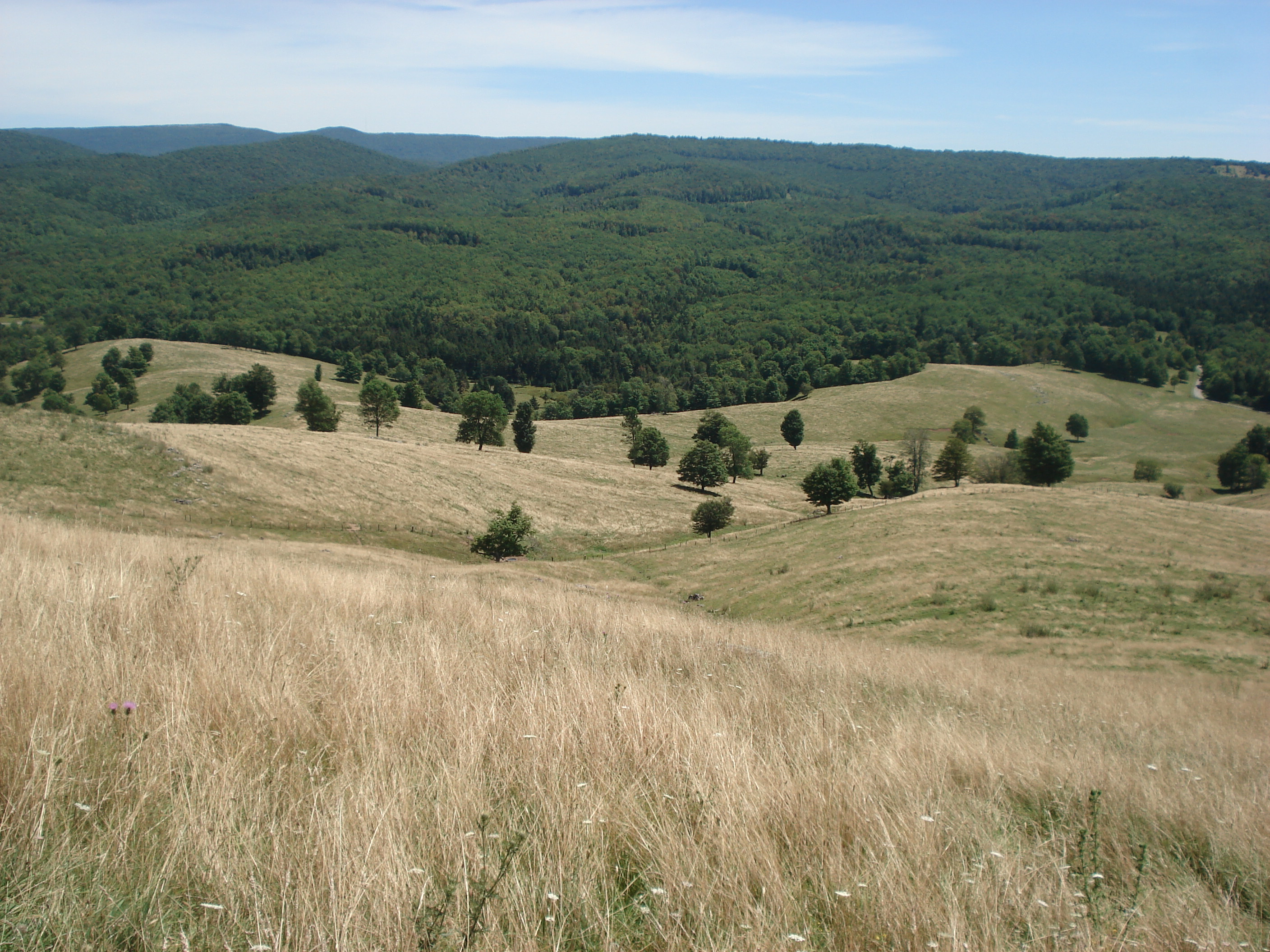
ヨーカム・ノブからの眺め

### 河川
- タイガートバレー川
- シェイバーズ・フォーク
- ローレル・フォーク

### 山
- チート山
  - ホワイトトップ
- ローレル山
- リッチ山
- シェイバーズ山
  - ゴーディニア・ノブ

### 洞窟
- バウデン洞窟
- シンクス・オブ・ガンディ

### 主要高規格道路
| - アメリカ国道33号線 - アメリカ国道48号線 - アメリカ国道219号線 - アメリカ国道250号線 | - ウェストバージニア州道15号線 - ウェストバージニア州道32号線 - ウェストバージニア州道55号線 - ウェストバージニア州道92号線 |

### 隣接する郡
- タッカー郡 - 北東
- ペンドルトン郡 - 東
- ポカホンタス郡 - 南
- ウェブスター郡 - 南西
- アップシャー郡 - 西
- バーバー郡 - 北西

### 国立保護地域
- モノンガヘラ国立の森（部分）
- アメリカ合衆国国定電波静穏帯（部分）

### 国定自然のランドマーク
- ブリスター・ラン湿地
- ゴーディニア景観地域
- シェイバーズ山スプルース・ヘムロック・スタンド

## 人口動態
以下は2000年国勢調査による人口統計データである。
| 基礎データ - 人口: 28,262人 - 世帯数: 11,072 世帯 - 家族数: 7,661 家族 - 人口密度: 10人/km2（27人/mi2） - 住居数: 13,478軒 - 住居密度: 5軒/km2（13軒/mi2） 人種別人口構成 - 白人: 97.69% - アフリカン・アメリカン: 1.07% - ネイティブ・アメリカン: 0.16% - アジア人: 0.38% - 太平洋諸島系: 0.01% - その他の人種: 0.16% - 混血: 0.53% - ヒスパニック・ラテン系: 0.68% 年齢別人口構成 - 18歳未満: 22.3% - 18-24歳: 8.7% - 25-44歳: 28.5% - 45-64歳: 25.4% - 65歳以上: 15.1% - 年齢の中央値: 39歳 - 性比（女性100人あたり男性の人口） - 総人口: 101.3 - 18歳以上: 99.7 | 世帯と家族（対世帯数） - 18歳未満の子供がいる: 29.8% - 結婚・同居している夫婦: 54.7% - 未婚・離婚・死別女性が世帯主: 9.8% - 非家族世帯: 30.8% - 単身世帯: 26.3% - 65歳以上の老人1人暮らし: 11.9% - 平均構成人数 - 世帯: 2.41人 - 家族: 2.89人 収入と家計 - 収入の中央値 - 世帯: 27,299米ドル - 家族: 32,632米ドル - 性別 - 男性: 24,751米ドル - 女性: 17,819米ドル - 人口1人あたり収入: 14,918米ドル - 貧困線以下 - 対人口: 18.0% - 対家族数: 13.4% - 18歳未満: 24.3% - 65歳以上: 12.9% |

## 都市と町

### 法人化市と町
- エルキンズ市 - 郡庁所在地
- ビバリー町
- ハーマン町
- ハットンズビル町
- ミルクリーク町
- モントローズ町
- ウォメルスドーフ町

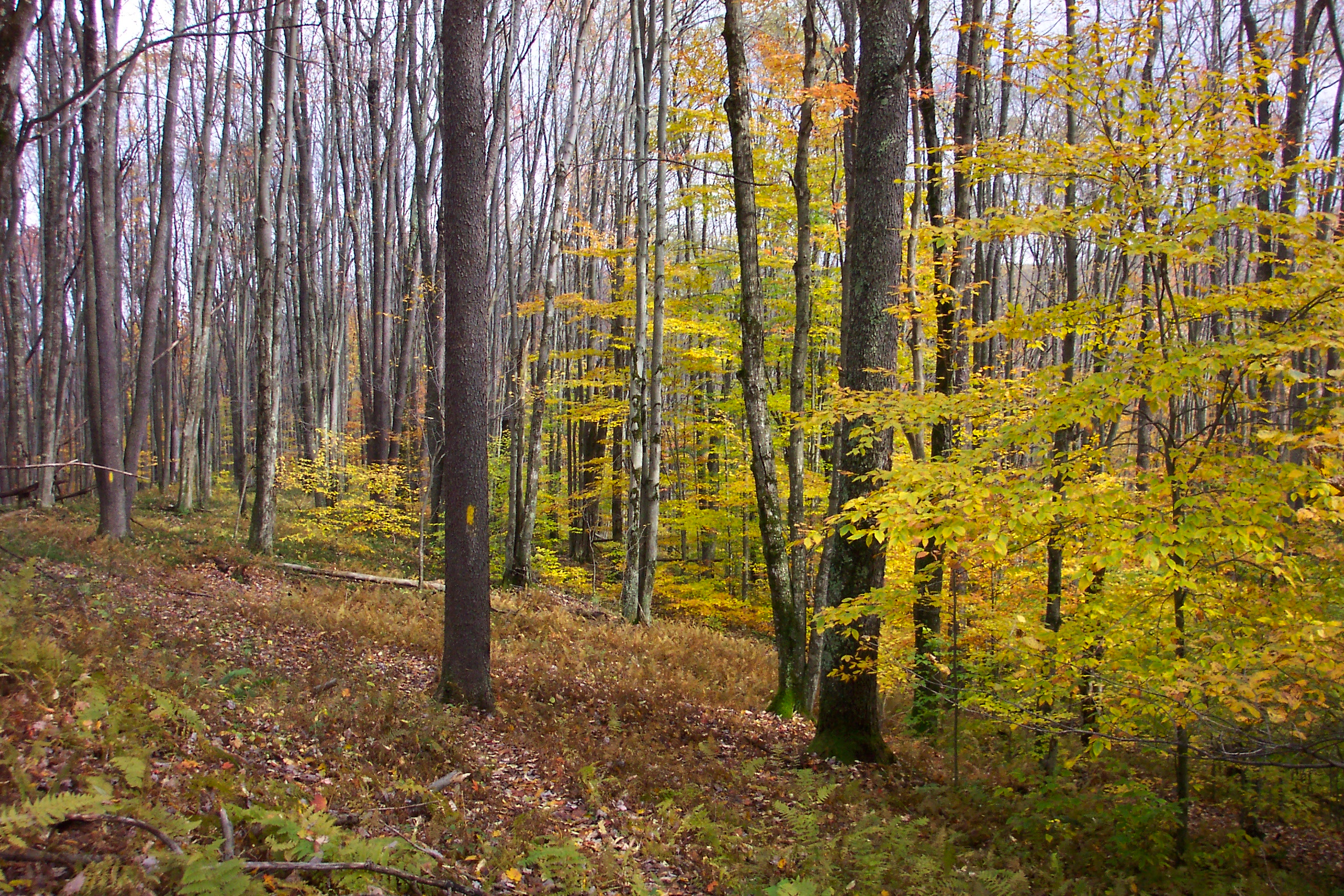
秋の森

次のリストは郡内の未編入町であるが、これで全てではない。

### 未編入の町
| - アドルフ - アグリゲイツ - アルピナ - アーノルドヒル - ベミス - バウデン - ブラディゲイト - ブラクストン | - カンフィールド - カシティ - クリスタルスプリングス - シーザー - デイリー - ドライフォーク - イーストデイリー | - エルキンスジャンクション - エルクウォーター - エラモア - イーブンウッド - フォークナー - グラディ - ヘルベティア - ホートン | - ジムタウン - ケレンズ - リトルイタリー - メイビー - ミンゴ - モンタービル - ニューロントン - ノートン | - オセオラ - ピケンズ - パンプキンタウン - リード - スミスクロッシング - スパングラー - サリバン - タイビル | - アッパーミンゴ - バレーヘッド - ウィーバー - ウィットマー - ホワイト |